# Nvie Motho
Nvie Motho  (* in Diepholz; bürgerlich Moritz Pirker) ist ein deutscher Musiker, Musikproduzent und DJ.

## Leben und Karriere
Moritz Pirker wuchs in Niedersachsen auf und besuchte dort von 1995 bis 2004 das Graf-Friedrich-Gymnasium. Anschließend absolvierte er ein Studium der Musikerziehung mit Hauptinstrumenten Jazz/Pop-Schlagzeug und klassischem Schlagwerk bei Fritz Ozmec und dem Wiener Philharmoniker Oliver Madas an der Universität für Musik und darstellende Kunst Wien. Zudem noch ein Psychologie/Philosophie-Studium an der Universität Wien.
Während seiner Studienzeit veröffentlichte er Remixe und eigene Produktionen die in der Underground- und Blogszene weltweite Aufmerksamkeit bekamen. 2013 erschien das zum größten Teil von ihm produzierte Album Blausicht des österreichischen Rappers Gerard. Im selben Jahr wurde er als Teilnehmer der Red Bull Music Academy zum RBMA Bass Camp Vienna eingeladen.
2015 erschien die von ihm produzierte Single Plattenbau O.S.T. von Zugezogen Maskulin, die sich wochenlang in den 1-Live-Radiocharts halten konnte.
Als Live-Musiker war er als DJ, Drummer und Pianist mit Gerard und den Twin Towas auf internationalen Touren durch Deutschland, Österreich und der Schweiz zwischen 2012 und 2016 unterwegs.
Seit 2016 ist er als DJ und Music Director bei RAF Camora und Bonez MC von der 187 Strassenbande tätig. Weiter war er als Music Director für die Alle gegen Alle Tour von Zugezogen Maskulin 2018 und die Graf Grim Tour 2020 beschäftigt.
Als musikalischer Autor und Produzent ist er seit 2018 bei Budde Music Germany unter Vertrag.
2019 war er als Music Director, DJ und Synthplayer beim Red Bull Soundclash für Acts wie Apache 207, Loredana, Juju, Lena Meyer-Landrut, KMN Gang und Summer Cem verantwortlich.

## Autorenbeteiligungen und Produktionen
Nvie Motho als Autor (A) und Produzent (P) in den Charts

| Jahr | Titel Interpretation | Höchstplatzierung, Gesamtwochen, AuszeichnungChartplatzierungen (Jahr, Titel, Interpretation, Platzierungen, Wochen, Auszeichnungen, Anmerkungen) | Höchstplatzierung, Gesamtwochen, AuszeichnungChartplatzierungen (Jahr, Titel, Interpretation, Platzierungen, Wochen, Auszeichnungen, Anmerkungen) | Höchstplatzierung, Gesamtwochen, AuszeichnungChartplatzierungen (Jahr, Titel, Interpretation, Platzierungen, Wochen, Auszeichnungen, Anmerkungen) | Anmerkungen                         |
| Jahr | Titel Interpretation | DE | AT | CH | Anmerkungen                         |
| ---- | -------------------- | --- | --- | --- | ----------------------------------- |
| 2020 | Für mich A, P Céline | DE70 (5 Wo.)DE | — | — | Erstveröffentlichung: 13. März 2020 |